# Utik

Utik en el Reino de la Gran Armenia hacia el 150 d. C.

Utik (en lengua armenia Ուտիք Utik o Utiq) es una región histórica armenia cerca del Cáucaso a la derecha del río Kura, en el actual Azerbaiyán, pero también parte de esta antigua provincia se encuentra en Tavush, Armenia. El libro de geografía medieval de Anania Shirakatsi la menciona como la provincia número 12 del Reino de Armenia. Desde el siglo XIII, parte de Utik se encuentra en el territorio de Artsaj con el nombre de «Karabaj».
En la antigüedad, la zona estaba habitada por udíes, a quienes debe su nombre. Las crónicas armenias tempranas (siglo V) afirman que los jefes locales de Utik eran descendientes de una familia noble armenia llamada Sisakan y hablaban armenio.
- Datos: Q2280003
- Multimedia: Utik / Q2280003